# Náměstí Republiky
Der Náměstí Republiky (Platz der Republik) ist ein verkehrsreicher Platz an der Grenze zwischen der Prager Altstadt und der Prager Neustadt mit einer Vielzahl von Sehenswürdigkeiten und Einkaufsmöglichkeiten. Er ist nicht scharf begrenzt. Unter dem Platz befindet sich der gleichnamige U-Bahnhof.

## Heuwaagsplatz
Der Heuwaagsplatz (Senovážné náměstí) war das wirtschaftliche Zentrum des unteren, nördlichen Teils der Prager Neustadt. Der mittelalterliche Heu- und Strohmarkt wird im Allgemeinen mit dem heutigen Heuwaagsplatz gleichgesetzt.
Laut Wilfried Brosche ist es jedoch wahrscheinlich, dass der Heumarkt in ähnlicher Weise wie der Rossmarkt (der heutige Wenzelsplatz) geplant war. Danach bildete die heutige Hybernergasse (Hybernská ulice) die südliche Begrenzung des Marktes. Sie wurde als erste Straße der Neustadt schon um 1379 gepflastert (strata lapidae) und erhielt so ihre ältere Bezeichnung Pflastergasse (Dlážděná ulice). Der Markt verlief entlang einer alten Straße nach Kuttenberg (Kutná Hora) und war die Hauptverbindung in Richtung Osten. Den oberen Abschluss bildete das Berg- oder Veitstor (Horská brána) in der Ummauerung der Neustadt.

## Hyberner-Haus
Das untere Ende des ursprünglichen Heumarkts lag im Bereich des heutigen Platz der Republik. Auch an dieser Stelle ließ Karl IV. ein Kloster errichten, das heutige Hyberner-Haus (U Hybernů). Im Jahr 1355 ließ er hier Benediktiner des Mailänder Ritus ansiedeln. Das Kloster sowie die zugehörige Kirche wurden im selben Jahr dem heiligen Ambrosius geweiht, um an die Krönung Karls IV. zum König der Lombardei zu erinnern. Diese Krönung fand am 5. Januar 1355 im Mailänder Dom statt, dessen Bischof im 4. Jahrhundert Ambrosius war.
Auch diese Kirche wurde während der Hussitenkriegen zerstört. Nach 1483 siedelten sich böhmische Franziskaner an. Ab 1630 wurde das Kloster südlich des alten Standortes von irischen Franziskanern (Hybernern) neu errichtet. Die neue Marienkirche baute wahrscheinlich Carlo Lurago 1652–59 als Klosterkirche. Unter Kaiser Joseph II. wurde das Kloster 1786 und 1790 auch die Kirche säkularisiert und als Theater genutzt. Erneut wandelte sich die Gestalt des Gebäudes 1808–11 durch Umbau zu einem Zollamt, wobei der Turm verloren ging. Das Hyberner-Haus ist eines der ganz wenigen klassizistischen Gebäude der Stadt und der markanteste Vertreter des Hochklassizismus. Die ehemalige Kirche wurde 1940–42 und nach dem Zweiten Weltkrieg bis 1949 in einen Ausstellungssaal umgebaut und ist seit 2009 ein Musiktheater.

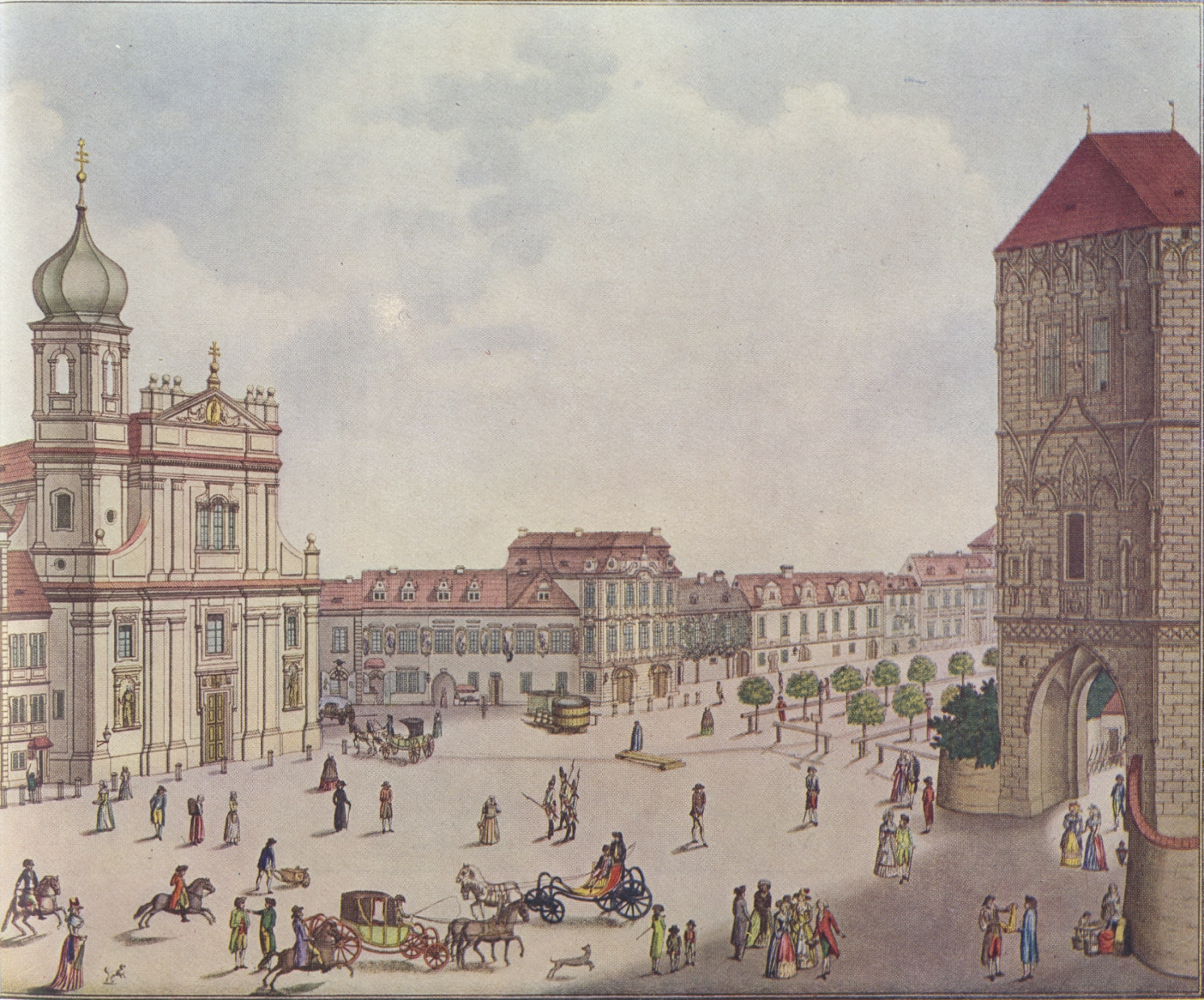
Marienkirche (links), Pulverturm (rechts)
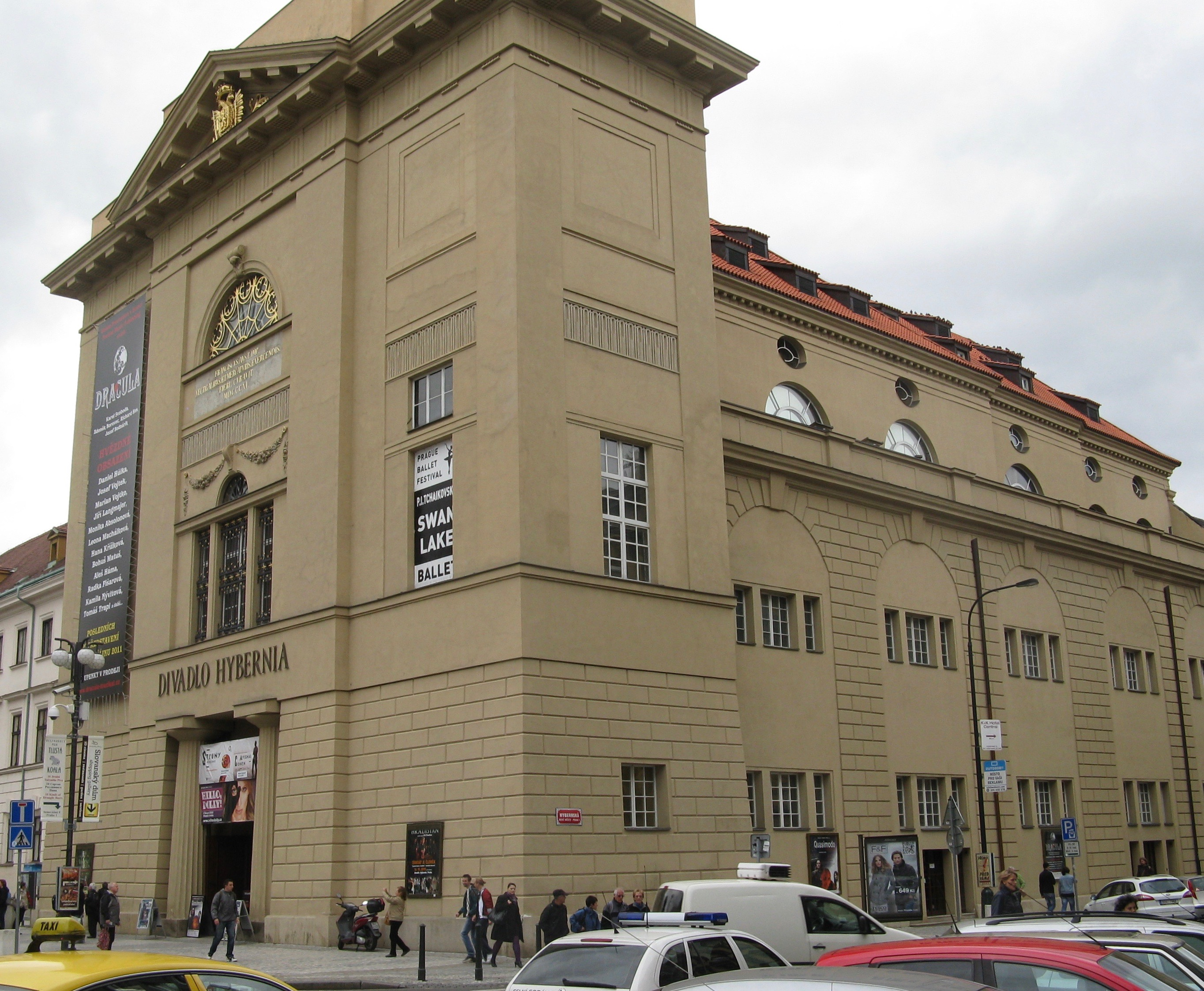
Dům U Hybernů

## Pulverturm

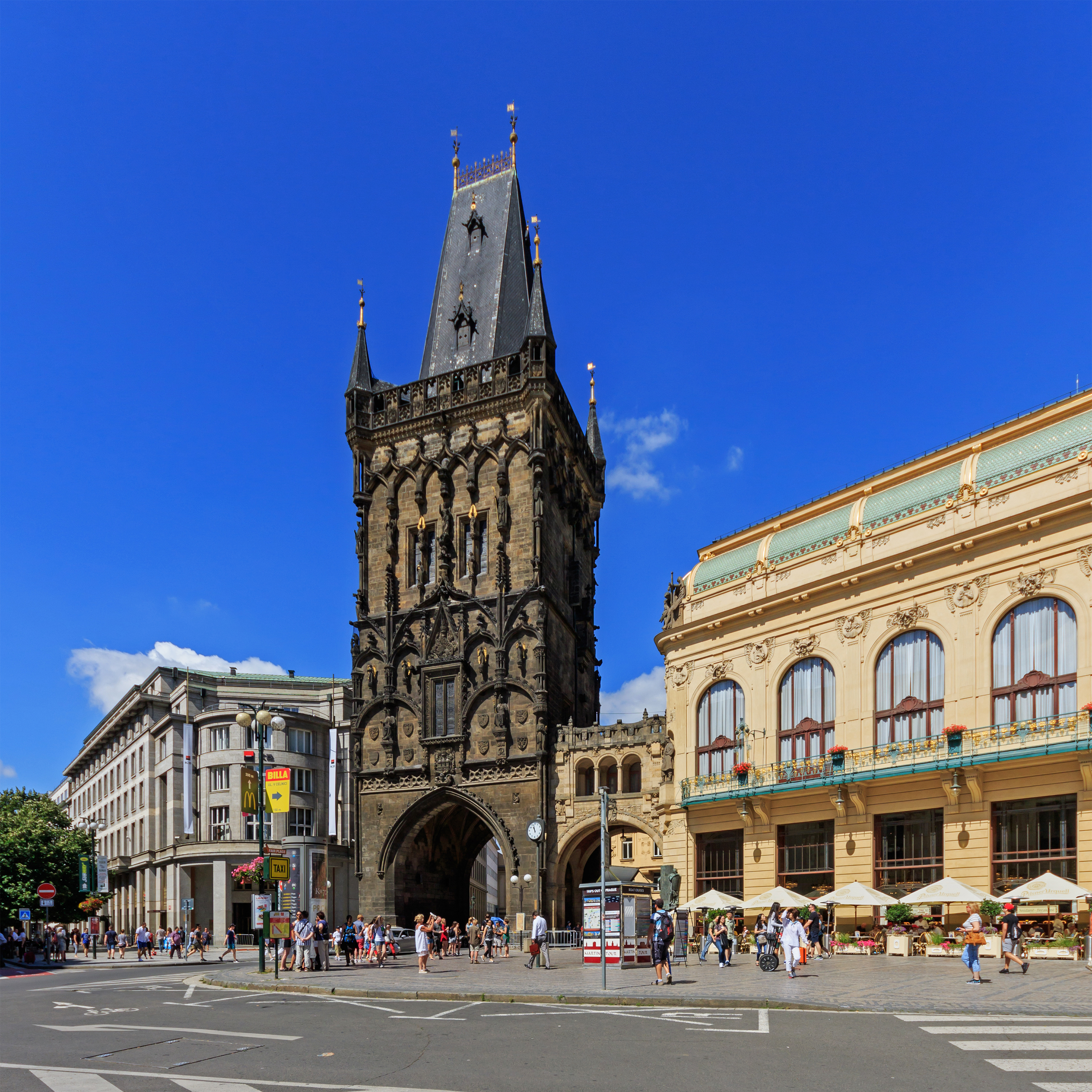
Pulverturm

1475 wurde durch den Baumeister und Steinmetz Matthias Rejsek mit dem Turmbau begonnen. Im Jahre 1484 wurden die Arbeiten unterbrochen, als König Vladislav II. seinen Regierungssitz vom Königshof in die Prager Burg auf den Hradschin verlegte. 1875 bis 1886 wurde der Turm durch Josef Mocker im Stil der Neugotik umfassend restauriert.

## Königshof und Gemeindehaus

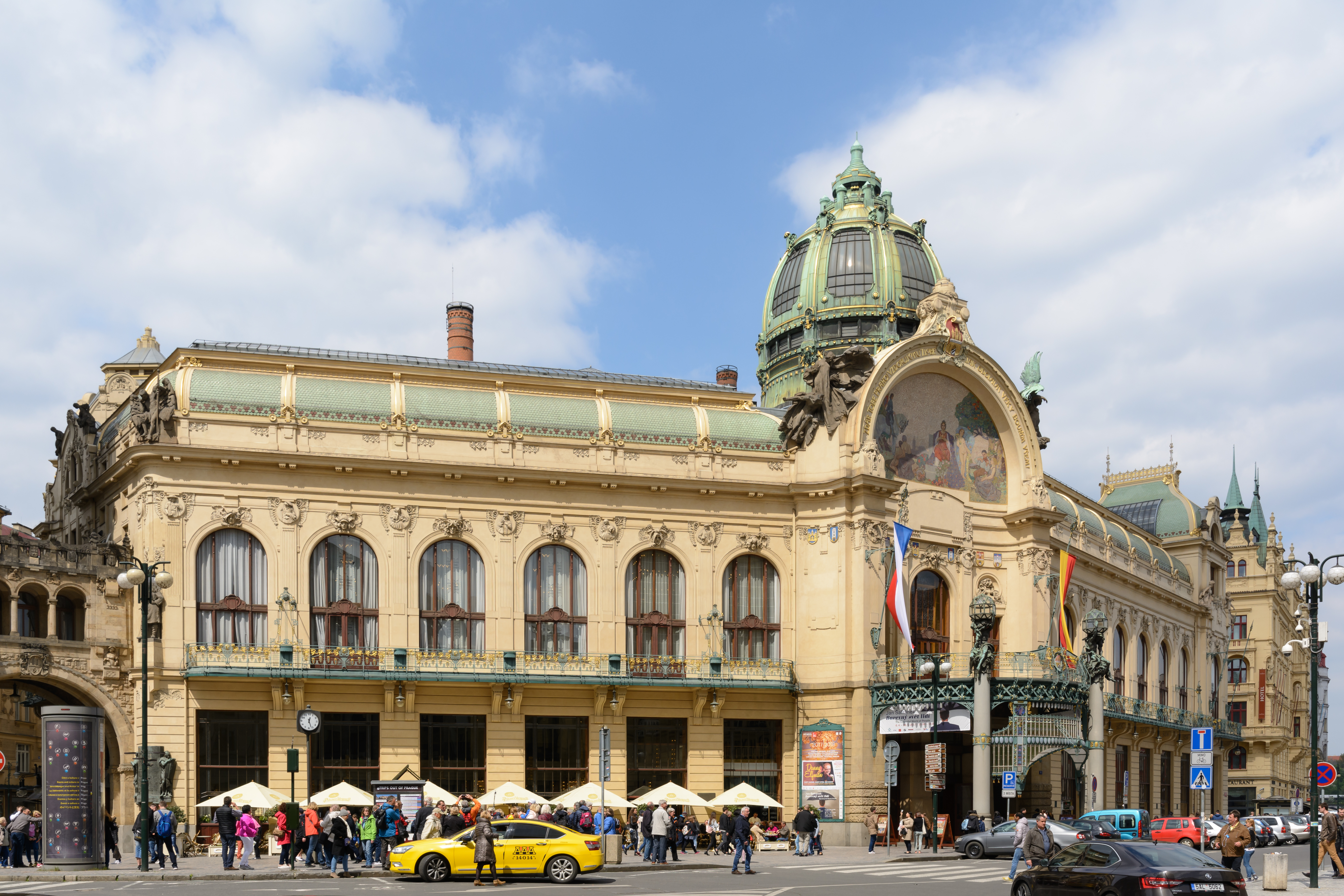
Obecní dům

An der Stelle des Gemeinde- oder Repräsentationshauses (Obecní dům) befand sich vom Ende des 14. bis zum Ende des 15. Jahrhunderts der Königshof (Králův dvůr) als Residenz der böhmischen Herrscher. Nachdem Wenzel IV. mehrere Häuser an der Stadtmauer der Altstadt erworben hatte, ließ er den Königshof errichten, in den er 1383 von der Prager Burg übersiedelte. Unter Vladislav II. Jagiello wurde der Königshof seit 1475 ausgebaut; jedoch siedelte der Hof ein Jahr nach dem Prager Volksaufstand von 1483, in dem die Prager Rathäuser gestürmt und die Stadtältesten umgebracht worden waren, in die Burg zurück.
1631 richtete Erzbischof Ernst Adalbert von Harrach hier ein erzbischöfliches Seminar ein. Die St.-Adalbertskirche entstand 1694–1696. Ab 1777 wurde der ehemalige Königshof als Kaserne mit Kadettenschule genutzt und 1903/04 abgerissen.
Zwischen 1906 und 1912 entstand an seiner Stelle das Repräsentationshaus oder Gemeindehaus im sog. Sezessionsstil. Dort wurde am 28. Oktober 1918 mit der Tschechoslowakische Unabhängigkeitserklärung die Souveränität der Tschechoslowakischen Republik proklamiert.

## Einkaufsmöglichkeiten
Beim Bau des Kaufhauses Kotva (deutsch Anker) wurden 1971 bei archäologischen Ausgrabungen Reste der St.-Benedikt-Kirche (gebaut etwa 1233) und der dazugehörigen Deutschordensritterkommende sowie Teile der gotischen Stadtmauer der Prager Altstadt angetroffen.
Ferner befindet sich am Platz das Einkaufszentrum Palladium, das im Jahr 2007 im Gebäude der alten Josefskaserne eröffnet wurde.